# Kees Luyckx
Kees Luyckx (11 de fevereiro de 1986) é um futebolista profissional neerlandês que atua como defensor.

## Carreira
Kees Luyckx representou a Seleção Neerlandesa de Futebol, nas Olimpíadas de 2008. 